# Валь-де-Брид
Валь-де-Брид (фр. Val-de-Bride) — коммуна во французском департаменте Мозель региона Лотарингия. Относится к кантону Дьёз.

## Географическое положение
Валь-де-Брид расположен в 55 км к юго-востоку от Меца. Соседние коммуны: Геблен, Гебестроф и Вергавиль на востоке, Лендр-От, Дьёз и Лендр-Бас на юго-востоке, Бланш-Эглиз, Мюльсе и Сен-Медар на юго-западе, Вюис на северо-западе.

## История
- Следы галло-романской культуры.
- Домен аббатства Сент-Эстаз-де-Вергавиль X века.
- Валь-де-Брид был опустошён в результате эпидемий чумы, прокатившихся по Лотарингии.
- С 1726 года был баронатом.

## Демография
По переписи 2008 года в коммуне проживало 637 человек.	

## Достопримечательности
- Остатки средневекового фортифицированного дома с башней.
- Церковь Сен-Мартен-де-Керприш, 1718 года; алтарь XVIII века, статуя Богородицы с младенцем 1625 года.